# Casimiro López Llorente

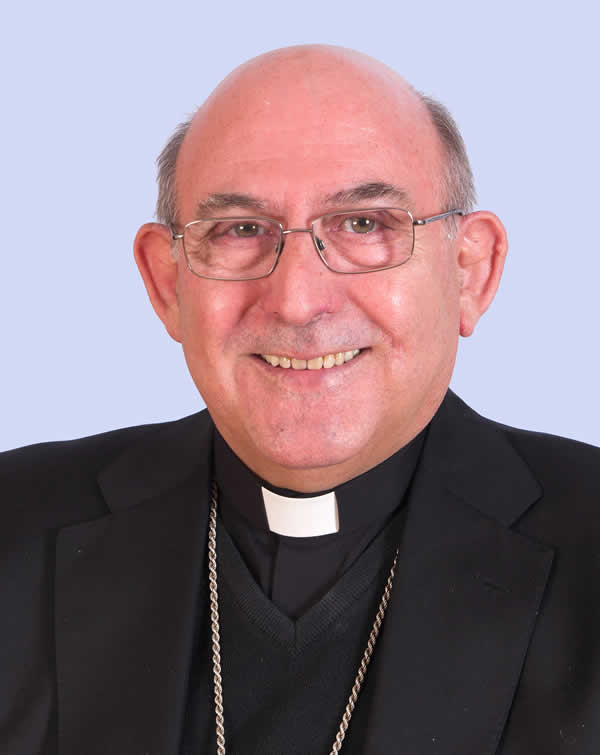
Bischof Casimiro López Llorente.

Wappen von Casimiro López Llorente

Casimiro López Llorente (* 10. November 1950 in El Burgo de Osma) ist Bischof von Segorbe-Castellón de la Plana.

## Leben
Casimiro López Llorente empfing am 6. April 1975 das Sakrament der Priesterweihe. Johannes Paul II. ernannte ihn am 2. Februar 2001 zum Bischof von Zamora.
Der Apostolische Nuntius in Spanien und Andorra, Manuel Monteiro de Castro, weihte ihn am 25. März desselben Jahres zum Bischof; Mitkonsekratoren waren Antonio María Kardinal Rouco Varela, Erzbischof von Madrid, und José Delicado Baeza, Erzbischof von Valladolid. 
Papst Benedikt XVI. ernannte ihn am 25. April 2006 zum Bischof von Segorbe-Castellón de la Plana. Als Wahlspruch wählte er In servitium communionis.